# Oddfellows (musikalbum)
Oddfellows är det amerikanska metal-bandet Tomahawks fjärde studioalbum, utgivet 2013 av skivbolaget Ipecac Recordings. Albumet inspelades live i Easy Eye Sound Studio i Nashville, Tennessee.

## Låtlista
1. "Oddfellows" – 3:29
2. "Stone Letter" – 2:52
3. "I.O.U." – 2:38
4. "White Hats / Black Hats" – 3:21
5. "A Thousand Eyes" – 2:40
6. "Rise Up Dirty Waters" – 3:06
7. "The Quiet Few"	3:48
8. ""I Can Almost See Them"" – 2:36
9. "South Paw" – 4:00
10. "Choke Neck" – 3:51
11. "Waratorium" – 3:27
12. "Baby Let's Play ____" – 2:43
13. "Typhoon" – 2:11

## Medverkande
Tomahawk-medlemmar
- Mike Patton – sång, keyboard
- Duane Denison – gitarr
- John Stanier – trummor
- Trevor Dunn – basgitarr

Produktion
- Tomahawk – producent, ljudtekniker, ljudmix
- Collin Dupuis – producent, ljudtekniker, ljudmix
- Mike Patton – ljudtekniker
- Eric Holland – ljudmix, redigering
- John Baldwin – mastering
- Ivan Brunetti – omslagskonst